# Aérodrome de Basongo
L'aéroport de Basongo (code IATA : BAN • code OACI : FZVR) est un aéroport de la province du Kasaï-occidental dans le village de Basongo à proximité de la rivière Kasai en République démocratique du Congo. La piste est située à 4 km du village de Basongo.

## Situation
| Bandundu Basango Mboliasa Bunia Gbadolite Gemena Goma Ilebo Kalemie Kananga Kikwit Kindu Kinshasa-Ndjili Kinshasa-N'Dolo Kisangani Kolwezi Lodja Lubumbashi Matari Matadi Mbandaka Mbuji Mayi Nioki Tshikapa Tshumbe |